# UCI World Tour 2024
UCI World Tour 2024 var den 14:e upplagan av UCI World Tour, en serie cykeltävlingar som årligen anordnas av Internationella cykelunionen (UCI). Totalt 35 tävlingar arrangerades under året. Touren startade den 16 januari med Tour Down Under och avslutades den 20 oktober med Tour of Guangxi.

## Tävlingar
| Tävling                           | Datum                    | Vinnare                    | Tvåa                       | Trea                       |
| --------------------------------- | ------------------------ | -------------------------- | -------------------------- | -------------------------- |
| Tour Down Under                   | 16–21 januari            | Stephen Williams (GBR)     | Jhonatan Narváez (ECU)     | Isaac del Toro (MEX)       |
| Cadel Evans Great Ocean Road Race | 28 januari               | Laurence Pithie (NZL)      | Natnael Tesfatsion (ERI)   | Georg Zimmermann (GER)     |
| UAE Tour                          | 19–25 februari           | Lennert Van Eetvelt (BEL)  | Ben O'Connor (AUS)         | Pello Bilbao (ESP)         |
| Omloop Het Nieuwsblad             | 24 februari              | Jan Tratnik (SLO)          | Nils Politt (GER)          | Wout van Aert (BEL)        |
| Strade Bianche                    | 2 mars                   | Tadej Pogačar (SLO)        | Toms Skujiņš (LAT)         | Maxim Van Gils (BEL)       |
| Paris–Nice                        | 3–10 mars                | Matteo Jorgenson (USA)     | Remco Evenepoel (BEL)      | Brandon McNulty (USA)      |
| Tirreno–Adriatico                 | 4–10 mars                | Jonas Vingegaard (DEN)     | Juan Ayuso (ESP)           | Jai Hindley (AUS)          |
| Milano–Sanremo (Monument)         | 16 mars                  | Jasper Philipsen (BEL)     | Michael Matthews (AUS)     | Tadej Pogačar (SLO)        |
| Katalonien runt                   | 18–24 mars               | Tadej Pogačar (SLO)        | Mikel Landa (ESP)          | Egan Bernal (COL)          |
| Classic Brugge-De Panne           | 20 mars                  | Jasper Philipsen (BEL)     | Tim Merlier (BEL)          | Danny van Poppel (NED)     |
| E3 Saxo Classic                   | 22 mars                  | Mathieu van der Poel (NED) | Jasper Stuyven (BEL)       | Wout van Aert (BEL)        |
| Gent–Wevelgem                     | 24 mars                  | Mads Pedersen (DEN)        | Mathieu van der Poel (NED) | Jordi Meeus (BEL)          |
| Dwars door Vlaanderen             | 27 mars                  | Matteo Jorgenson (USA)     | Jonas Abrahamsen (NOR)     | Stefan Küng (SUI)          |
| Flandern runt (Monument)          | 31 mars                  | Mathieu van der Poel (NED) | Luca Mozzato (ITA)         | Nils Politt (GER)          |
| Baskien runt                      | 1–6 april                | Juan Ayuso (ESP)           | Carlos Rodríguez (ESP)     | Mattias Skjelmose (DEN)    |
| Paris–Roubaix (Monument)          | 7 april                  | Mathieu van der Poel (NED) | Jasper Philipsen (BEL)     | Mads Pedersen (DEN)        |
| Amstel Gold Race                  | 14 april                 | Tom Pidcock (GBR)          | Marc Hirschi (SUI)         | Tiesj Benoot (BEL)         |
| Vallonska pilen                   | 17 april                 | Stephen Williams (GBR)     | Kévin Vauquelin (FRA)      | Maxim Van Gils (BEL)       |
| Liège–Bastogne–Liège (Monument)   | 21 april                 | Tadej Pogačar (SLO)        | Romain Bardet (FRA)        | Mathieu van der Poel (NED) |
| Romandiet runt                    | 23–28 april              | Carlos Rodríguez (ESP)     | Aleksandr Vlasov           | Florian Lipowitz (GER)     |
| Eschborn–Frankfurt                | 1 maj                    | Maxim Van Gils (BEL)       | Alex Aranburu (ESP)        | Riley Sheehan (USA)        |
| Giro d’Italia                     | 4–26 maj                 | Tadej Pogačar (SLO)        | Daniel Martínez (COL)      | Geraint Thomas (GBR)       |
| Critérium du Dauphiné             | 2–9 juni                 | Primož Roglič (SLO)        | Matteo Jorgenson (USA)     | Derek Gee (CAN)            |
| Tour de Suisse                    | 9–16 juni                | Adam Yates (GBR)           | João Almeida (POR)         | Mattias Skjelmose (DEN)    |
| Tour de France                    | 29 juni – 21 juli        | Tadej Pogačar (SLO)        | Jonas Vingegaard (DEN)     | Remco Evenepoel (BEL)      |
| Clásica de San Sebastián          | 10 augusti               | Marc Hirschi (SUI)         | Julian Alaphilippe (FRA)   | Lennert Van Eetvelt (BEL)  |
| Polen runt                        | 12–18 augusti            | Jonas Vingegaard (DEN)     | Diego Ulissi (ITA)         | Wilco Kelderman (NED)      |
| Vuelta a España                   | 17 augusti – 8 september | Primož Roglič (SLO)        | Ben O'Connor (AUS)         | Enric Mas (ESP)            |
| Bretagne Classic Ouest–France     | 25 augusti               | Marc Hirschi (SUI)         | Paul Magnier (FRA)         | Magnus Cort (DEN)          |
| / Renewi Tour                     | 28 augusti – 1 september | Tim Wellens (BEL)          | Alec Segaert (BEL)         | Per Strand Hagenes (NOR)   |
| Cyclassics Hamburg                | 8 september              | Olav Kooij (NED)           | Jonathan Milan (ITA)       | Biniam Girmay (ERI)        |
| Grand Prix Cycliste de Québec     | 13 september             | Michael Matthews (AUS)     | Biniam Girmay (ERI)        | Rudy Molard (FRA)          |
| Grand Prix Cycliste de Montréal   | 15 september             | Tadej Pogačar (SLO)        | Pello Bilbao (ESP)         | Julian Alaphilippe (FRA)   |
| Lombardiet runt (Monument)        | 12 oktober               | Tadej Pogačar (SLO)        | Remco Evenepoel (BEL)      | Giulio Ciccone (ITA)       |
| Tour of Guangxi                   | 15–20 oktober            | Lennert Van Eetvelt (BEL)  | Oscar Onley (GBR)          | Alex Baudin (FRA)          |